# Pavare scaun

Substituția de tip scaun (stânga) și o porțiune din pavare (dreapta)

În geometrie, o pavare scaun (sau pavare L) este o pavare prin substituție neperiodică creată din dale triomino L. Denumirea de „pavare scaun” provine din denumirea alternativă a dalei. Aceste dale sunt exemple de rep-dale, ca urmare un astfel de proces iterativ de descompunere a dalelor L în copii mai mici și apoi redimensionarea lor la dimensiunea lor originală poate fi folosit pentru a umple regiuni din plan.:581 Pavările scaun nu posedă simetrie de translație, adică sunt exemple de pavări aperiodice, dar dalele scaun nu sunt seturi de dale aperiodice, deoarece nu sunt forțate să fie pavate ele insele aperiodic.:482 Dalele trilobite și cruce sunt dale aperiodice care impun structura de substituție a pavărilor scaun și aceste dale au fost modificate la un set simplu aperiodic de dale folosind reguli de potrivire care impun o aceeași structură. Barge și colaboratorii au calculat coomologia Čech⁠(d) a pavărilor scaun și s-a demonstrat că pavările scaun pot fi obținute și printr-o schemă de „tăiere și proiecție”.